# Fancourt
Fancourt is een golfresort aan de Tuinroute van Zuid-Afrika.
De resort beschikt over vier 18 holesbanen.

## (The) Links
De Links at Fancourt, zoals de nieuwste baan van dit resort internationaal bekendstaat, is door Gary Player ontworpen en werd in 2000 geopend. In 2009 zijn nog enkele verbeteringen aangebracht en werden alle achttien greens met een nieuwe grassoort (A4 bent gras) ingezaaid. Ook werden 27 bunkers gerenoveerd. De baan is al gastheer geweest van diverse internationale toernooien, w.o. de eerste editie van de dames Wereldbeker in 2005.
Een van de leden is John Bland die in 2010 de eerste editie van de Berenberg Bank Masters organiseerde.

#### Toernooien
- Presidents Cup: 2003 (gewonnen door de Verenigde Staten)
- Women's World Cup of Golf: 2005 (gewonnen door Japan)
- Zuid-Afrikaans Open: 2006 (gewonnen door Retief Goosen)
- Vodacom Origins of Golf Tour: 2007
- Gary Player Invitational: 2009
- Berenberg Bank Masters: 2010 (gewonnen door Boonchu Ruangkit)
- Vodacom Origins of Golf Tour: 2012
- Volvo Golf Champions: 2012

Scorecard heren backtees
|        | 1   | 2   | 3   | 4   | 5   | 6   | 7   | 8   | 9   | Out  | 10  | 11  | 12  | 13  | 14  | 15  | 16  | 17  | 18  | In   | Totaal |
| ------ | --- | --- | --- | --- | --- | --- | --- | --- | --- | ---- | --- | --- | --- | --- | --- | --- | --- | --- | --- | ---- | ------ |
| Meters | 362 | 196 | 398 | 452 | 502 | 312 | 401 | 185 | 519 | 3327 | 147 | 440 | 486 | 330 | 360 | 534 | 149 | 502 | 37  | 3321 | 6648   |
| Yards  | 396 | 214 | 435 | 494 | 549 | 341 | 439 | 202 | 568 | 3638 | 408 | 161 | 481 | 532 | 361 | 394 | 584 | 163 | 549 | 3633 | 7271   |
| Par    | 4   | 3   | 4   | 4   | 5   | 4   | 4   | 3   | 5   | 36   | 4   | 3   | 4   | 5   | 4   | 4   | 5   | 3   | 5   | 37   | 73     |

## Montagu & Outeniqua
De golfbanen "Montagu" en "Outeniqua" werden door hun eigen leden ontworpen en opgericht in 1926. In 2000 besloot de golfbaanarchitect Gary Player om beide golfbanen te vernieuwen.
Bij de golfbaan "Montagu" werden de eerste en de negende hole verlengd en beide holes werden volledig vernieuwd.

### Golftoernooien
Montagu
- Bell's Cup: 1994 & 1995
- Vodacom Origins of Golf Tour: 2006, 2009
- Coca-Cola Charity Championship: 2009 & 2010
- Dimension Data Pro-Am: 2011-heden

Outeniqua
- Coca-Cola Charity Championship: 2008
- Dimension Data Ladies Pro-Am: 2014-heden

## Bramble Hill
De "Bramble Hill" is een openbare golfbaan, waar de bezoekers altijd welkom zijn.